# Odontostilbe paraguayensis
Odontostilbe paraguayensis är en fiskart som beskrevs av Eigenmann och Kennedy, 1903. Odontostilbe paraguayensis ingår i släktet Odontostilbe och familjen Characidae. Inga underarter finns listade i Catalogue of Life.